# 和平镇 (琼中县)
和平镇，是中华人民共和国海南省琼中黎族苗族自治县下辖的一个乡镇级行政单位。

## 行政区划
和平镇下辖以下地区：
和平社区、林田村、新兴村、什介村、贝湾村、加峒村、干磉村、长兴村、长沙村和堑对村。